# Links 2 3 4
«Links 2-3-4» («Links zwo, drei, vier», en alemán: «Izquierda, 2, 3, 4»), es el segundo sencillo del álbum Mutter (2001) de la banda alemana de metal industrial Rammstein. La canción es una respuesta a las acusaciones de filofascismo de que fue objeto el grupo, especialmente tras la publicación del vídeo de Stripped. Rammstein aseguran en esta canción situarse ideológicamente en la izquierda del espectro político. El sencillo contiene también la canción Halleluja, sobre un sacerdote pederasta.

## Letra
La línea de Links 2 3 4 imita el sonido de una marcha militar, intentando dar a entender que el hecho de utilizar sonidos y estética militar y cantar en alemán no les convierte en nazis. En este tema, Till Lindemann pronuncia la "r" de forma mucho más exagerada que en otros del mismo disco (véanse los comentarios sobre la "r palatal" en la sección "Ideología" del artículo de Rammstein). En el estribillo aseguran: Sie wollen mein Herz am rechten Fleck doch/sehe ich dann nach unten weg/da schlägt es links. 
Se trata de un juego de palabras con la frase hecha alemana das Herz am rechten Fleck haben, traducido de forma literal como «tener el corazón en el sitio correcto». La palabra recht, «correcto», también puede querer decir «derecha», así que se podría traducir la frase como: «quieren que mi corazón esté a la derecha, entonces miro hacia abajo y late ahí, a la izquierda».
La frase mein Herz schlägt links, «el corazón late a la izquierda», fue popularizada por el político del SPD y actual líder de Die Linke Oskar Lafontaine, quien incluso publicó un libro con ese título.

## Vídeo
En el vídeo musical, dirigido por Zoran Bihac y generado por ordenador, usan fotografía stop-motion para retratar la lucha de una colonia de hormigas contra unos escarabajos que la atacan. Estas hormigas podrían simbolizar la clase trabajadora, los escarabajos a su vez son los grandes poderosos, los dueños del poder económico. En los términos del vídeo se puede observar cómo las hormigas, por pequeñas que sean, pueden derrotar a quien se propongan gracias a su gran ventaja numérica y organización. La última imagen del videoclip es una mano derecha derrotada, simbolizando la derrota. Se editó una versión del sencillo con un DVD que contenía un documental sobre cómo se hizo el vídeoclip. Dicho documental se incluyó también más tarde en el DVD Lichtspielhaus.

## Contenido del sencillo
1. «Links 2 3 4» - 3:36
2. «Hallelujah» - 3:45
3. «Links 2 3 4» (Clawfinger Geradeaus Mix) - 4:28
4. «Links 2 3 4» (Technoelectro Mix) - 5:57
5. «Links 2 3 4» (Hard Rock Café Bonus Mix) - 3:43